# Patterson (Kalifornien)
Patterson ist eine Stadt im Stanislaus County im US-Bundesstaat Kalifornien mit 23.781 Einwohnern (Stand: 2020).
Die geographischen Koordinaten sind: 37,47° Nord, 121,13° West. Das Stadtgebiet hat eine Größe von 7,4 km².